# Kamminke
Kamminke er en by og kommune i det nordøstlige Tyskland, beliggende i Amt Usedom-Süd i den nordøstlige del af Landkreis Vorpommern-Greifswald. Landkreis Vorpommern-Greifswald ligger i delstaten Mecklenburg-Vorpommern.

## Geografi
Kommunen Kamminke på den østlige del af øen Usedom, er beliggende ved nordbredden af Stettiner Haff. Bakken Golm der med 69 moh. er det højeste punkt på øen, byder på en vid udsigt, bl.a. mod Świnoujście. Mod øst grænser kommunen op til Polen, og seks kilometer mod nord ligger badebyen Heringsdorf. Kamminke er en langstrakt vejby ved foden af Golm.

## Eksterne kilder og henvisninger
- Wikimedia Commons har flere filer relateret til Kamminke

- Kommunens side  på amtets websted
- Befolkningsstatistik mm (Webside ikke længere tilgængelig)